# Cyprania gisae
Cyprania gisae is een springstaartensoort uit de familie van de Bourletiellidae. De wetenschappelijke naam van de soort is voor het eerst geldig gepubliceerd in 1992 door Bretfeld.